# Zdzisław Puślecki
Zdzisław Walenty Puślecki (ur. 1 listopada 1947 w Rzemiechowie) – polski ekonomista, prof. zw. dr hab., profesor Uniwersytetu Przyrodniczego oraz Uniwersytetu im. Adama Mickiewicza na Wydziale Nauk Politycznych i Dziennikarstwa, kierownik Zakładu Gospodarki Międzynarodowej.
Jest specjalistą z zakresu teorii handlu międzynarodowego, teorii liberalizmu i protekcjonizmu handlowego, regionalizacji i globalizacji współczesnej gospodarki światowej, transformacji państw Europy Środkowej i Wschodniej i ich funkcjonowania w Unii Europejskiej, innowacyjności i konkurencyjności Polski w warunkach integracji w ramach Unii Europejskiej, polsko-niemieckich stosunków ekonomicznych, stosunków ekonomicznych Polski z krajami rozwijającymi się, strategii Unii Europejskiej dla wzrostu konkurencyjności globalnej, stosunków Unii Europejskiej z Chinami, współpracy transatlantyckiej między Europą i Stanami Zjednoczonymi Ameryki.

## Życiorys
W latach 1968–1973 był studentem studiów wyższych na kierunku ekonomiki handlu zagranicznego w Wyższej Szkole Ekonomicznej w Poznaniu później Akademii Ekonomicznej w Poznaniu.obecnie Uniwersytecie Ekonomicznym w Poznaniu.
W 1973 został absolwentem studiów ekonomicznych. Magister ekonomii w zakresie ekonomiki handlu zagranicznego. Pracę magisterską pt. „Znaczenie Konferencji Narodów Zjednoczonych do Spraw Handlu i Rozwoju (UNCTAD) dla krajów rozwijających się” napisał w Katedrze Międzynarodowych Stosunków Gospodarczych pod kierunkiem naukowym prof. dr Ludwika Jankowiaka a praktyki w czasie studiów odbył w Centrali Handlu Zagranicznego Stalexport w Katowicach, w Polskim Instytucie Spraw Międzynarodowych w Warszawie pod kierunkiem i opieką naukową prof. dr hab. Zbigniewa Dobosiewicza, oraz  w Przedsiębiorstwie Importowo-Eksportowym „Interimpex” w Skopje - stolicy Macedonii byłej Republiki Jugosławii (dwa miesiące w 1972 r.) – w ramach stypendium AIESEC – organizacji do spraw wymiany studentów uczelni ekonomicznych z siedzibą w Zurychu.
W 1977 został doktorem nauk ekonomicznych. Praca doktorska pt. „Stosunki ekonomiczne Polski z krajami rozwijającymi się” (1977) podobnie jak praca magisterska dotyczyła również problemów likwidacji zacofania gospodarczego i zależności ekonomicznej państw rozwijających się od państw wysoko rozwiniętych
W 1991 został doktorem habilitowanym nauk ekonomicznych (Rozprawa habilitacyjna dotyczyła procesu ekonomicznego jednoczenia się Niemiec na tle integracji krajów Wspólnoty Europejskiej), w 1993 r. profesorem nadzwyczajnym w Uniwersytecie im. Adama Mickiewicza w Poznaniu a od stycznia 1998 r. profesorem tytularnym nadanym przez Prezydenta Rzeczypospolitej Polskiej. Od lutego 2000 r. jest profesorem zwyczajnym w Uniwersytecie im. Adama Mickiewicza w Poznaniu, również w Collegium Polonicum  UAM i Europa Universitaet „Viadrina” w Słubicach. Od 2000 r. był także profesorem zwyczajnym w Uniwersytecie Przyrodniczym w Poznaniu i od 1998 r. oraz profesorem zwyczajnym w Wyższej Szkole Zarządzania i Bankowości w Poznaniu.
Ukończył także studia na poziomie master w zakresie Bankowości i Finansów w Uniwersytecie Luigi Bocconi (Universita Luigi Bocconi) w Mediolanie w języku włoskim gdzie po zdaniu odpowiednich egzaminów przewidzianych programem studiów i odbyciu praktyki specjalistycznej w Banku Cassa di Risparmio delle Provincie Lombarde (CARIPLO) uzyskał tytuł Master in Banca e Finanza. Studia te były finansowane przez Fondazione Giordano dell’Amore z siedzibą w Mediolanie.
Jego zainteresowania badawcze obejmują międzynarodowe stosunki gospodarcze, w szczególności dynamiczne zmiany we współczesnej gospodarce światowej, nowe strategie wzrostu konkurencyjności Unii Europejskiej oraz  systemy środków kontroli handlowej. Jego nazwiskiem nazwano termin w światowej literaturze ekonomicznej znany jako paradoks Puśleckiego oraz funkcjonuje też klasyfikacja środków ochrony handlowej według Zdzisława Puśleckiego.
W obszarze zainteresowań Profesora znajdują się również problemy zmian w usługach bankowych i polskiego rolnictwa we Wspólnej Polityce Rolnej Unii Europejskiej, Unia Europejska w systemie handlu międzynarodowego WTO, innowacje i rozwój gospodarki opartej na wiedzy. W badaniach tych podkreśla się potrzebę przyspieszenia wzrostu gospodarczego Unii Europejskiej, przy pomocy zwiększania nakładów finansowych na innowacje techniczne i technologiczne oraz wzrostu powiązań między nauką, przedsiębiorstwami i zarządzaniem czyli władzami centralnymi, regionalnymi oraz lokalnymi w ramach modelu potrójnej helisy i korzyści strukturalnych powstających w regionach w tym także powiązań sieciowych między przedsiębiorstwami i klastrami innowacyjnymi. Jest to szczególnie istotne w obliczu konkurencyjności ze strony USA i Japonii a także dynamicznego wzrostu gospodarczego nowych konkurentów UE takich jak państwa BRICSAM czyli Brazylia, Rosja, Indie, Chiny, Republika Południowej Afryki i Meksyk. Ważne miejsce zajmują także problemy stosunków handlowo-ekonomicznych między Unią Europejską i Chinami  oraz nowe trendy modyfikujące teorię i politykę współczesnego biznesu międzynarodowego.
Aktualnie profesor wykłada międzynarodowe stosunki gospodarcze oraz handel międzynarodowy  w UAM - Wydział Nauk Politycznych i Dziennikarstwa.
Autor i współautor ponad 950 prac twórczych w tym 32 książki, 279 rozdziałów w książkach, 368 artykułów naukowych, recenzji i ekspertyz, 244 referatów naukowych z czego  252 prace naukowe w tym 11 książek zostało opublikowanych w językach obcych m.in. w USA, Kanadzie, w Niemczech, Francji, W. Brytanii, Hiszpanii, Portugalii, Australii, Austrii, we Włoszech w Rumunii, Słowacji, Chinach, Indiach, Izraelu, Pakistanie, Singapurze. Prace naukowe Profesora Puśleckiego były wielokrotnie cytowane i recenzowane m.in. w Polsce, Niemczech, Francji, w Wielkiej Brytanii, na Tajwanie, w Korei Pd., Austrii, Słowacji, Hiszpanii, Portugalii, Kanadzie, USA.
Członek założyciel, Prezydent (2009-2010) a obecnie Past Prezydent Clubu Rotary-Poznań Starówka, Prezes Koła Filistrów Korporacji Akademickiej K!Roma, Członek Akademickiego Klubu Obywatelskiego im. Prezydenta Lecha Kaczyńskiego w Poznaniu Członek Niezależnego Samorządnego Związku Zawodowego „Solidarność” - od 1980 r., - członek założyciel, także członek Komisji Rewizyjnej tego związku przy Uniwersytecie im. Adama Mickiewicza w Poznaniu.
Wszedł w skład komitetu wspierającego kandydaturę Karola Nawrockiego na prezydenta RP w wyborach w 2025.

## Publikacje
Wybrane pozycje:
- System środków kontroli handlowej Unii Europejskiej w warunkach globalizacji
- Przezwyciężanie barier w integrującej się Europie
- Adaptacja przez transformacje
- Proces ekonomicznego jednoczenia się Niemiec na tle integracji krajów Wspólnoty Europejskiej
- Unia Europejska w systemie handlu międzynarodowego WTO
- Rolnictwo polskie we wspólnej polityce rolnej Unii Europejskiej
- Proces integracji ekonomicznej Polski z Unią Europejską
- Ochrona handlowa Wspólnoty Europejskiej
- Usługi we wzroście konkurencyjności Unii Europejskiej
- Polska w warunkach członkostwa w Unii Europejskiej i globalizacji
- Innowacje i zatrudnienie w polityce wzrostu konkurencyjności Unii Europejskiej
- Wspólna polityka rolna w warunkach wzrostu konkurencyjności Unii Europejskiej
- Polska w okresie transformacji a zjednoczone Niemcy
- Unia Europejska wobec wzrostu konkurencyjności Brazylii, Rosji, Indii i Chin
- Polityka wzrostu konkurencyjności Unii Europejskiej wobec USA i Japonii
- Die neuen Bedingungen der ökonomischen Zusammenarbeit zwischen Polen und Deutschland.
- International Business Theory and International Economy
- European Union - China. Trade Relationships
- Unia Europejska – Chiny. Nowe zjawiska w stosunkach handlowo-ekonomicznych
- Trends Reshaping International Business Theory and Policy

## Nagrody i wyróżnienia
- Złoty Krzyż Zasługi – Prezydent Rzeczypospolitej Polskiej,  22.05.2018
- Srebrny Krzyż Zasługi  –  6.03. 1985
- Złoty Medal za Długoletnią Służbę - Prezydent Rzeczypospolitej Polskiej,  24.09.2012
- Medal Komisji Edukacji Narodowej, Ministerstwo Edukacji Narodowej  – 9.08. 2014
- European Order (Cross) Who is Who with Certificat 14 Mai 2014
- Medal Luis de Camoes, Universidade Autonoma de Lisboa, Lisboa, Portugal, 2004.
- Gold Medal – One Thousand Great Intellectuals, Cambridge, England, 2000;
- Gold Medal- The Who,s Who Award for Achievement, 2002, Cambridge, England, 2002;.
- Gold Medal-Leading Intelectuals of the World, United States of America, 2003;
- Gold Medal-Living Legends, Cambridge, England, 2003;
- Gold Medal – International Man of the Year 2003 in Recognition of the Services to Education and Science, Cambridge, England;
- Gold Commemorative Medal Man of the Year-2003-Honoring Community Service and Professional Achievement, USA;
- Gold Medal-Exellentia, International Order of Merit, Cambridge, England, 2003;
- Gold Medal International Scientist of the Year 2003-Cambridge, England;
- Proclamation the Governing Board of Editors that has selected as a Great Minds of the 21st Century due to Significant Accomplishments within and Mastery of Economic Science- Reserved for Man and Women Whose Accomplishments and Influence are the Result of Superior Conditioning of Intelect, USA-2003;
- American Order of Excellence, Audaces, Fortuna, Juvat, USA-2004;
- International Peace Price, by the Authority of the United Cultural Convention, United States of America-2004;
- Silver Medal 2000 Outstanding Scientist of the 21st Century, Cambridge, England -2004;
- Order of International Ambassadors, USA-2004;
- Proclamation as a Ambassador of Grand Eminence and One of Good Standing  Chosen as a Representative of the Institut for Poland, USA-March 2004.
- Award for Ambassador of Grand Eminence, USA- 2004.
- American Medal of Honor Recipient for Significant Accomplishments in the Field of  Economic Science, USA-2004;
- Medal for Man of the Year 2004 for Exceptional Strength of Character and Achievement, USA, July 19, 2004.
- Nagrody Rektora Uniwersytetu  im. Adama Mickiewicza w  Poznaniu (  1995-2015, 2016, 2017, 2018, 2019 - I stopnia).
- Nagroda Rektora Uniwersytetu  Przyrodniczego w  Poznaniu
- Nagrody Friedrich Ebert Stiftung, Bonn, Republika Federalna Niemiec –  1981, 1984, 1990.
- TEMPUS-Unia Europejska, Universite Rennes, Rennes, Francja, 1993,1994
- Fondazione Giordano Dell’Amore  - Mediolan, Włochy 1995
- 1994-1996 Jean Monnet Project -Poland, European Commission, Brussel  -European Module – “Trade Policy of the European Union” – Uniwersytet im. Adama Mickiewicza w Poznaniu,
- Nagroda Banku Zachodniego/Wielkopolskiego Banku Kredytowego (BZWBK), 1996
- Nagroda Bertelsmann Stiftung und Ludwig Maximilian Universitaet, Monachium, Republika Federalna Niemiec, 1996
- Nagroda Yonsei University i Daewoo, Seul, Korea Południowa., 1997
- Nagroda Wien Uniwersitaet, Wiedeń, Austria, 1997
- Nagroda Parlamentu Europejskiego – Bruksela,  Belgia, 2014
- Nagroda University of Bergen, Norwegia, 2000.
- Nagroda Urzędu Komitetu Integracji Europejskiej, Warszawa, 2008.